# Efxeinoupoli
Efxeinoupoli (Grieks: Ευξεινούπολη) is een stad in de gemeente Almyros, departement Magnesia en periferie Thessalië. In 2001 had Efxeinoupoli 2.507 inwoners.  

## Geografie
Efxeinoupoli ligt in het zuidelijke deel van Magnesia. Ten noorden van de stad ligt het bos Kouri, ten zuiden van het het dorp is de berg Othrys en in het westen ligt de Golf van Volos. Efxeinoupoli ligt op ongeveer 1 km afstand van Almyros en 35 km van Volos.

## Geschiedenis
Efxeinoupoli ontstond in 1906, toen er 936 huizen werden gebouwd. In de stad werden in 1906 Griekse vluchtelingen uit Oost-Roemelië ondergebracht. De vluchtelingen waren afkomstig uit onder meer Sozopol, Varna en Pyrgos. Velen zochten echter elders huisvesting, wegens slechte omstandigheden en te kleine huizen. 
Na de Grieks-Turkse oorlog in 1922, arriveerden vluchtelingen uit Pontus in de huizen die waren verlaten door de eerste vluchtelingen. In 1924 volgden vluchtelingen uit Cappadocië, Smyrna en Caesarea. Uiteindelijk vestigden zich in 1950 120 Sarakatsani-families uit de omliggende dorpen in Efxeinoupoli. 
Een van de belangrijkste Griekse schilders, George Gounaropoulos, woonde een tijdje in Efxeinoupoli (als vluchteling uit Sozopol). 